# Macfarlandia
Macfarlandia is een geslacht van kevers uit de familie van de loopkevers (Carabidae). De wetenschappelijke naam van het geslacht is voor het eerst geldig gepubliceerd in 1981 door Sumlin.

## Soorten
Het geslacht Macfarlandia is monotypisch en omvat slechts de volgende soort:
- Macfarlandia arachnoides Sumlin, 1981